# Hội Sơn
Hội Sơn là một xã thuộc huyện Anh Sơn, tỉnh Nghệ An, Việt Nam.
Xã Hội Sơn có diện tích 18,76 km², dân số năm 1999 là 5.282 người, mật độ dân số đạt 282 người/km².